# Aleksander Schoeneich
Aleksander Schoeneich (9 lutego 1861 w Warszawie, zm. 8 maja 1939 w Lublinie) – duchowny luterański, w latach 1902–1937 superintendent diecezji warszawskiej, a w latach 1937–1939 diecezji lubelskiej i wołyńskiej Kościoła Ewangelicko-Augsburskiego w Polsce.

## Życiorys
Był synem Edwarda Schoeneicha i Emilii z domu Wanke. Pod wpływem proboszcza parafii Św. Trójcy w Warszawie ks. Leopolda Otto podjął studia w zakresie teologii ewangelickiej, filozofii i religioznawstwa na uniwersytecie w Dorpacie (obecnie Tartu w Estonii). Jego praca dyplomowa poświęcona analizie biblijno-teologicznej Pawłowej nauki o Komunii Świętej została nagrodzona złotym medalem. W lutym 1886 został wikariuszem w parafii Św. Trójcy w Warszawie i kapelanem garnizonu warszawskiego wojsk carskich obsługującym duszpastersko Łotyszy i Estończyków. Jednocześnie był administratorem parafii Stara Iwiczna.
17 czerwca 1888 został wybrany proboszczem parafii ewangelicko-augsburskiej w Lublinie i funkcję tę pełnił przez ponad 50 lat aż do śmierci. Równocześnie prowadził płodną działalność pisarską (autor ponad 300 artykułów) i redakcyjną (w latach 1898–1935 był współredaktorem czasopisma Zwiastun Ewangeliczny).
W 1902 został superintendentem (zwierzchnikiem) diecezji warszawskiej Kościoła Ewangelicko-Augsburskiego, zaś od 1937 był superintendentem diecezji lubelskiej i wołyńskiej tegoż Kościoła.
Był członkiem Rady Miasta Lublina (1916–1918), uczestniczył w pracach Komisji Plebiscytowej na Rzecz Polski na Mazurach, działał w Towarzystwie Krajoznawczym, Polskim Czerwonym Krzyżu, Kasie Mianowskiego, Polskiej Macierzy Szkolnej, Towarzystwie dla Poznawania Polskiej Reformacji, Lidze Morskiej i Państwowej Lidze Powietrznej.
W 1931 otrzymał tytuł doctora honoris causa Uniwersytetu Warszawskiego z wniosku Rady Wydziału Teologii Ewangelickiej.
Pochowany w części ewangelickiej cmentarza przy ulicy Lipowej w Lublinie (kwatera 3-1-16).

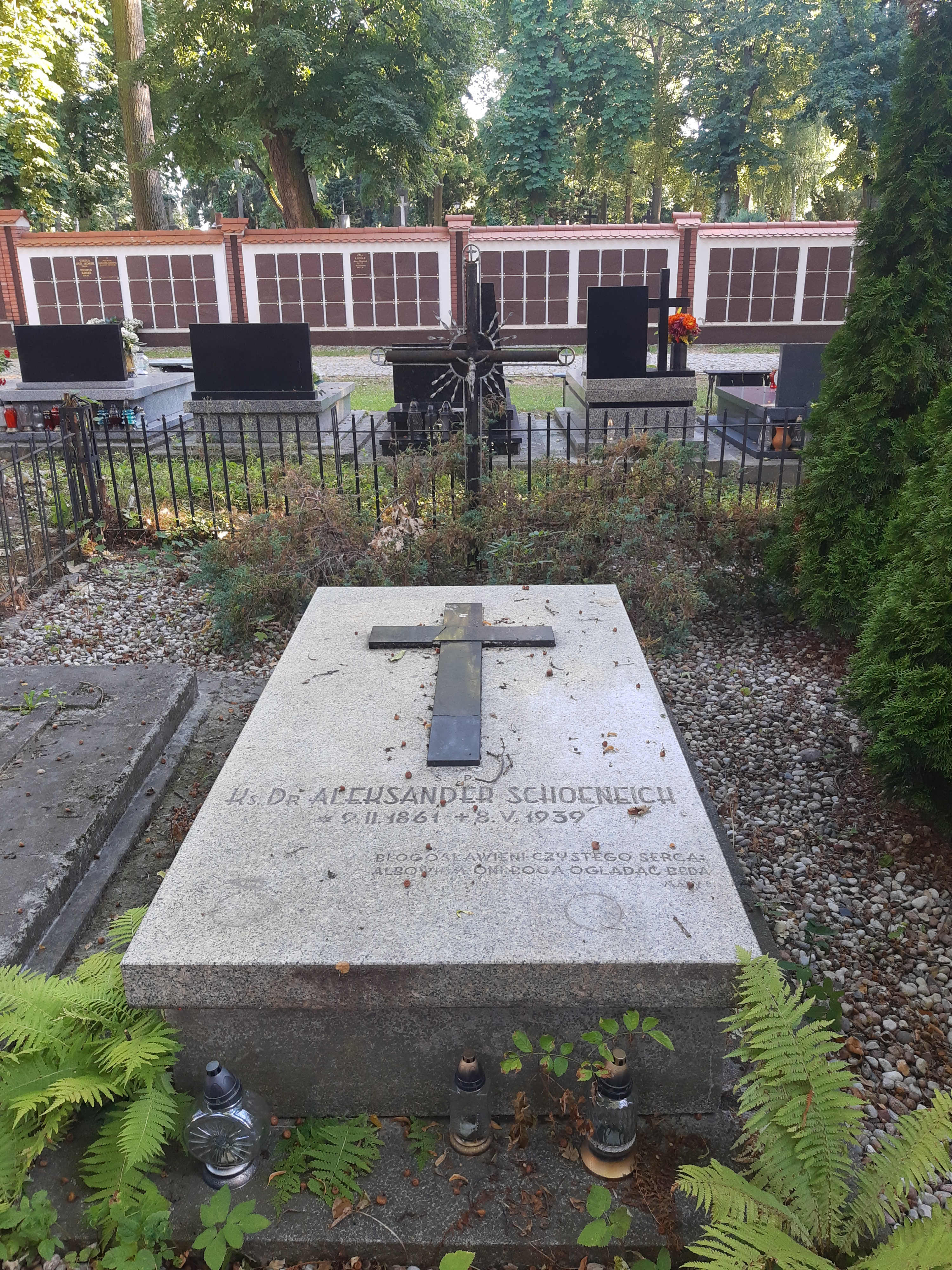
Grób ks. Aleksandra Schoeneicha na cmentarzu przy ulicy Lipowej

## Wybrane publikacje
- Do Boga. Modlitwy dla chrześcijan ewangelików, Warszawa 1938; Warszawa 1954.
- Konfesja Augsburska czyli Wyznanie wiary przedstawione cesarzowi Karolowi V na sejmie w Augsburgu, Warszawa: W. Mietke, 1930.
- Krótka historia kościoła chrześcijańskiego w życiorysach z osobnym działem historii reformacji w Polsce, Warszawa: W. Mietke, 1925; Lublin 1936[3].

## Ordery i odznaczenia
- Krzyż Komandorski Orderu Odrodzenia Polski
- Odznaka honorowa „Za walkę o szkołę polską”